# Phytomyza pummankiensis
Phytomyza pummankiensis är en tvåvingeart som beskrevs av Spencer 1976. Phytomyza pummankiensis ingår i släktet Phytomyza och familjen minerarflugor. Inga underarter finns listade i Catalogue of Life.